# Ариэль, Исраэль
Исраэ́ль Ариэ́ль (ивр. ישראל אריאל‎, при рождении Штиглиц) — основатель Института Храма в Старом городе Иерусалима, бывший главный раввин эвакуированного израильского поселения Ямит на Синае, бывший раввин регионального совета Эмек-Изреэль и мошава Сде Яков. Активный сторонник возобновления пасхального жертвоприношения на Храмовой горе и восстановления Храма.

## Биография
Родился в 1939 году в Кирьят-Моцкин в семье Моше и Эстер Стиглиц.
Рав Ариэль учился в иешиват-хесдер Керем ба-Явне и иешиве Мерказ ха-Рав.
В молодости служил в Армии обороны Израиля в воздушно-десантной бригаде «Цанханим», освободившей Храмовую гору в ходе Шестидневной войны, а затем в резервистской службе в «Цанханим».
Рав Ариэль был первым, кто вышел к Стене Плача после её освобождения в Шестидневной войне, и во время молитвы Минха в тот день у Стены Плача он как хаззан начал, как обычно, читать Таханун — в частности, из-за своих погибших друзей. Присутствующий там главный военный раввин Шломо Горен настоял, чтобы он произносил не Таханун, а Галель.
После Шестидневной войны служил раввином регионального совета Эмек Изреель и раввином мошава Сде Яаков. Во время войны Судного дня был военным раввином Северного военного округа.
В начале Первой Ливанской войны призывал к завоеванию Ливана и его присоединению, основанию там поселений и отведению вод реки Литани в реку Иордан.
10 марта 1983 года его вместе с 28 учащимися иешивы арестовали по подозрению в организации массовой молитвы на Храмовой горе, а также в намерении провести раскопки возле Ворот Хульды, но через полгода обвинение было снято.
Вопреки официальной пропаганде, называл Баруха Гольдштейна, предотвратившего массовый еврейский погром в Хевроне, «святым мучеником».
С энтузмазмом воспринял массовую алию из бывшего СССР в конце 1980-х — начале 1990-х годов. В 1990 году организовал в Институте Храма огромную выставку русскоязычных художников из новых репатриантов, планируя заинтересовать их идеей Храма.

### Раввин Ямита
После Шестидневной войны Шимон Перес предложил раввину Ариэлю основать иешиват-хесдер на горе Синай — на месте Дарования Торы. Однако из-за масштабного теракта в Маалоте и массированного обстрела Кирьят-Шмоны создание иешивы было отложено и было принято решение, что более правильно основать иешиват-хесдер в каждом из этих городов.
В середине 1970-х годов рав Ариэль служил раввином посёлка Ямит, а его брат, раввин Яаков Ариэль, был главой иешивы в Ямите до её эвакуации и сноса в 1982 году, после подписания мирного договора между Израилем и Египтом.
Во время избирательных кампаний в Кнессет девятого и десятого созывов раввин Ариэль был кандидатом № 2 в списке партии Ках, а первое место занимал рав Меир Кахане, но партия оба раза не преодолела электоральный барьер.
В начале 1980-х годов рав Ариэль участвовал в борьбе против эвакуации посёлка Элон-Море и перемещения на его нынешнее место.
Во время борьбы за предотвращение ликвидации ряда посёлков прибрежного района Ямита рабби Ариэль написал специальную молитву, жёстко требовал отмены ухода, призывал солдат игнорировать приказ об эвакуации и был арестован по обвинению в подстрекательстве к мятежу.
После этого рав Ариэль переехал жить в Старый город Иерусалима.

## Религиозная деятельность

### Институт Храма
После отступления с Синая рав Ариэль заявил, что борьбу следует вести не за части Земли Израиля (такие как Синай), а за её сердце — Храмовую гору, и поэтому в 1987 году он основал Институт Храма. Он категорически отвергает версию о том, что Храм будет восстановлен чудесным образом. Поэтому институт под его руководством приготовил храмовые сосуды и всё необходимое для восстановления службы в Храме. По необходимости для этого привлекаются специалисты в области архитектуры, ботаники, зоологии, археологии и других наук.

### Храмовая иешива
В 1997 году рав Ариэль основал иешиву «Двир», дающую также и полноценное среднее образование, в которой особое внимание уделяется изучению живописи и музыки для подготовки художников, которые будут участвовать в строительстве Третьего Храма, и левитов, которые будут там петь и играть на музыкальных инструментах.
Раввин Ариэль также основал иешиву «Бейт аль-Баха» в Старом городе, которая специализировалась на вопросах Храмового служения. В начале 2018 года им также была создана сионистско-религиозная иешива повышенного уровня.

### Молодёжное движение Храма
«Молодежное движение Храма» было основано в 1975 году учащимися средних школ под руководством рава Исраэля Ариэля и других раввинов Института Храма. Движение проводит учебные занятия, викторины о Храме, конференции, семинары и мероприятия по обучению обращению с храмовыми инструментами.

### «Новый Синедрион»
Рав Ариэль является одним из главных активистов группы, основавшую в 2005 году организацию под названием «Новый Синедрион». В этих рамках он работал судьей в «Суде по народным и государственным делам» и участвует в попытках восстановления Синедриона.